# Американски университет в България
Американският университет в България, съкратено АУБ (на английски: American University in Bulgaria) е частен университет, разположен в Благоевград, България. Университетът следва традиционния американски модел на образование liberal arts, предоставящ възможност на студентите да комбинират знания от различни дисциплини, което гарантира по-добра професионална реализация в бъдеще. АУБ редовно осъвременява програмите си, за да посрещне променящите се изисквания на бизнес средата в днешния глобален свят. Обучението се провежда на английски език, а международните преподаватели в университета са изтъкнати учени в своята област, с богат преподавателски опит в студентска общност от различни националности, култури и етноси. Основан е през 1991 и в него се обучават около 1000 студенти от над 40 държави, идващи от 5 континента (към пролетен семестър 2023). Около 40% от студентите са чуждестранни.
Възпитаниците на университета заемат лидерски позиции във водещи международни компании, в правителства и държавни администрации, и в значими неправителствени организации по света. Те за пореден път са сред най-добре реализиралите се в България, според рейтинговата система на Министерство на образованието. 5-те академични направления на АУБ, оценени от системата – икономика, бизнес администрация, политически науки и журналистика и масови комуникации са № 1 в страната, а специалност „Компютърни науки“ заема второ място. В допълнение, в четири от направленията завършилите АУБ получават най-високи доходи.

## История
АУБ е основан през 1991 със съдействието на правителството на Република България и правителството на САЩ с цел да образова граждани, способни да посрещнат предизвикателствата на прехода в Югоизточна Европа и да изградят общества, формирани върху принципите на демокрация, частната стопанска инициатива, гражданската отговорност и толерантност към различните култури. АУБ отваря врати през 1991 г., благодарение на щедрата подкрепа на „Отворено общество“ и Американската агенция за международно развитие.
Когато отваря врати на 30 септември 1991, АУБ посреща първия си випуск от 208 студенти, по-голямата част от които са българи. Днес студентите на АУБ са космополитна общност от 1000 млади хора, идващи от над 40 държави. Близо половината от студентите на АУБГ са чуждестранни. Румъния, Северна Македония, Сърбия, Албания, Русия, Украйна, Монголия, Грузия, Молдова, Казахстан, Испания и САЩ са само част от държавите, които са представени в университета.
Двадесет и девет випуска от над 5500 студенти са се дипломирали до май 2023.

## Мисия
Мисията на университета е „да обучава студенти с изключителен потенциал в общност, чиито ценности са академично отличие, национално и етническо разнообразие, и взаимно уважение, и да ги подготви за демократично и етично лидерство, за да служат в полза на региона и света“. АУБ изпълнява мисията си, като предоставя разнообразни стипендии и финансова подкрепа на отлични студенти от региона и света.
Университетът има три основни източника на финансиране: постоянни дарения (които в по-голямата си част са осигурени от Американската агенция за международно развитие и Институт „Отворено общество“), частни и корпоративни дарители и учебни такси. Приятели и поддръжници от цял свят, сред тях Джон Димитри Паница, Ана Чапрашикова, Минко Балкански, Атанас Замфиров, фондация „Америка за България“ и много други, помагат за развитието на АУБ.

## Акредитация
Американският университет в България е акредитиран както в България, така и в САЩ. АУБ е получил акредитацията си в САЩ от New England Association of Schools and Colleges. Университетът издава Европейско дипломно приложение (Europass), което автоматично прави дипломата от АУБ призната в цяла Европа.

## Рейтинги
АУБ заема водещи позиции в рейтинги по успех на възпитаниците с 99,8 % от завършилите студенти, които започват работа или продължават обучението си в магистърски или докторски програми след дипломирането. Данните още сочат, че 65% от студентите на Американския университет в България получават повече от две предложения за работа или потвърждение за прием за продължаващо обучение, измежду които да избират. 20% от възпитаниците на АУБ печелят повече от 100 000 долара на година, а повече от 20% от по-ранните випуски, завършили между 1995 г. и 2000 г. и работещи в САЩ, получават повече от 250 000 долара на година.
Възпитаниците на АУБ за пореден път са и сред най-добре реализиралите се в България, според рейтинговата система на Министерство на образованието. 5-те академични направления на АУБ, оценени от системата – икономика, бизнес администрация, политически науки и журналистика и масови комуникации са № 1 в страната, а специалност „Компютърни науки“ заема второ място. В допълнение, в четири от направленията завършилите АУБ получават най-високи доходи. Първата система за оценяване на университети в България сравнява академичните дисциплини в акредитираните в България висши учебни заведения. Системата подрежда програмите, въз основа на повече от 100 показатели, като например преподаване и условия на обучение, научни проучвания, възможности за професионално развитие, престиж, академични ресурси и оборудване.

## Местоположение
Благоевград е перфектното място за живот и обучение, според „The Rough Guide“ за България. Студентите представляват една четвърт от цялото население на града. Пътеводителят „The Rough Guide“ продължава описанието с „очарователно възобновена старинна част“ и отбелязва, че кафенетата и ресторантите в Благоевград са „най-изискани“ в цяла България. Благоевградският регион е известен със забележителни природни дадености и туристически атракции, като Рилския манастир (под закрилата на ЮНЕСКО), спа курорта Сандански и Седемте рилски езера в Рила. Ски курорти от световна класа, възможности за конна езда и туристически планински маршрути са лесно и бързо достъпни в Пирин.

## Академични програми
Университетът следва традиционния американски модел на образование liberal arts. Критично мислене, практическа насоченост, тясна връзка с бизнеса, непрекъснати подобрения, за да бъдат посрещнати нуждите на пазара, интерактивен подход, предоставяне на възможности за получаване на знания от широк кръг дисциплини, съчетано с тясна специализация, предприемачески дух и иновативност са в основата на образователния модел на АУБ. В АУБ обучението се провежда в малки класове, така че да има динамична и интерактивна среда. По този начин преподавателите могат пълноценно да предадат своя опит и да влязат в ролята на наставници и ментори, даващи ценни съвети на студентите. Студентите трябва да бъдат подготвени за работни места и отговорности, които днес дори не се предполага, че ще съществуват след 5 – 10 години. Ето защо, творческия подход, способността да анализираш и решаваш комплексни проблеми, предприемаческо мислене са силно застъпени в програмата на АУБ. Повече от половината студенти завършват АУБ с две специалности, докато други предпочитат една специалност в комбинация с подспециалност, избирайки между 13-те дисциплини, които предлага АУБ.
В университета работят около 70 преподавателя от различни държави. Професорите в АУБ са получили своите дипломи от престижни университети, като Харвард, Принстън, Дюк и др.
АУБ тясно си сътрудничи с университети в България и чужбина. Студентите на университета могат да прекарат един семестър или една година в един от стотиците университети в САЩ чрез програмата за обмен International Student Exchange Program (ISEP). В Европа АУБ си партнира с програмата „Еразъм“ и има договор за сътрудничество с повече от 50 институции.

### Бакалавърски програми
АУБ предлага бакалавърски програми в четиринадесетспециалности:
- Бизнес администрация
- Европеистика
- Журналистика и масови комуникации
- Икономика
- Информационни системи
- Интердисциплинарна специалност по индивидуален учебен план
- История и цивилизации
- Компютърни науки
- Литература
- Математика
- Модерни езици и култури
- Политически науки и международни отношения
- Психология
- Физика

### Магистърски програми
От 2003 г. в допълнение към бакалавърските програми, университетът предлага магистърска програма по бизнес администрация за ръководни кадри. Обучението се провежда в Центъра за образование и култура „Илиев“ на АУБ в София.

### Следдипломни квалификации и курсове
Университетът предлага широк спектър от съвременни обучения и квалификации, които непрекъснато се обогатяват. По-голямата част от обученията се провеждат в Центъра за образование и култура „Илиев“ на АУБ, София.
Центърът за подготовка по английски език в Благоевград предлага курсове по английски език на всички нива и за всякакви възрастови групи. Центърът е също така сертифициран за провеждането на тестовете TOEFL и SAT.

### Прием и стипендии
АУБ приема студенти с висок потенциал и разнообразни таланти, които са сред най-успешните ученици във випуските си, сред тях победители в национални олимпиади по математика, първенци в езикови състезания, изявени спортисти и ученици, отличени за работата си в полза на обществото.
АУБ приема студенти два пъти в годината – за есенен и пролетен семестър.
Университетът предлага финансова подкрепа и стипендии, както за високи академични постижения, така въз основа на финансовото състояние на семейството на кандидата. Финансова помощ, различни стипендии, програми за Work & Travel – АУБ осигурява най-добрите условия за кандидат-студентите и прави всичко възможно те да получат най-високата добавена стойност за цената, която плащат.
АУБ е един от малкото университети, които отпускат стипендии на своите възпитаници, за да следват в магистърски или докторски програми. Стипендията се дава на завършили АУБ студенти, приети в топ 20 университета в САЩ, според THE-QS World University Rankings.

## Кампус
В кампуса „Скаптопара“ в Благоевград живеят и се обучават студентите в бакалавърските програми на АУБ. Там са разположени 3 нови модерни общежития; академичен център „Балкански“, който включва класни стаи, компютърни зали и офиси; библиотека „Паница“, която е най-голямата англоезична библиотека в Югоизточна Европа; и студентски център „Америка за България“.
АУБ е първата институция в България, предлагаща американски тип настаняване на своите студенти. Всяко едно от общежитията има свой собствен дух и общност, и осигурява уникално изживяване на младите хора. Едно от изискванията за студенти, обучаващи се в бакалавърските програми на АУБ, е да живеят в кампуса, което е и част от мисията на университета. Общежитията осигуряват среда без тютюнев дим, достъп за хора с увреждания, и са финансирани от USAID/ASHA. В тях има обособени зони за различни дейности, които включват: зала за аеробика, фитнес, музикална стая, зала за филми и презентации, зала за билярд и тенис на маса, рецепция, кухня и кафене.
Димитрий-Иван (Дими) Евстатиев Паница (1930 – 2011), известен филантроп и един от основателите на АУБГ, е патрон на библиотека „Паница“. С неговите усилия, библиотеката се превръща в модерен център за обучение и е най-голямата англоезична библиотека в Югоизточна Европа. Модерната обстановка в библиотеката предлага удобна среда за индивидуално и групово обучение, компютри, интернет, аудио-визуален център и други услуги. Достъпът до електронни ресурси е организиран в библиотечен уеб портал, който е на разположение за проучвания и учене през цялото денонощие. Благодарение на отличното сътрудничество с Библиотека на Конгреса, британската библиотека, европейски и регионални информационни центрове, общността на АУБ има достъп до чужди колекции и информационни ресурси.
Академичен център „Балкански“ носи името на световноизвестния физик проф. Минко Балкански, който на 28-годишна възраст през 1955 става най-младия професор в света. Едноименният център беше посветен на професор Балкански и семейството му през 2010.
През януари 2013 отвори врати ултрамодерният студентски център „Америка за България“, чието изграждане частично е финансирано от фондация „Америка за България“ Архив на оригинала от 2011-10-02 в Wayback Machine.. Простиращ се на площ от 10 000 m², студентският център помещава театрална и концертна зала, спортен център, офиси на студентските клубове, кариерен център, кафе, ресторант и много други.

## Студентски живот
АУБ насърчава предприемаческия дух и дава възможност на младите хора да усъвършенстват своите таланти чрез участие в разнообразни инициативи. Извънкласните дейности им помагат да развиват „меки умения“ и да приложат на практика наученото в час. Студентите в АУБ могат да участват в над 40 студентски клуба по интереси. Сред тях са: бизнес, предприемачество, студентски медии, театър, мюзикъл, спорт и много други.

### Студентско правителство
Основано през 1991 Студентското правителство (СП) на АУБ дава възможност на студентите да практикуват демократичните принципи и да участват във вземането на решения. Членовете на СП се избират от студените на АУБГ, а сесиите се провеждат веднъж седмично. СП разполага с годишен бюджет, който се разпределя между разнообразните студентски клубове и организации, съществуващи в университета.

### Клубове
В АУБ има клонове на световни организации, като People to People International, AIESEC, Phi Beta Delta Honor Society и Association for Computing Machinery. Социални и спортни клубове, като Олимпиадата на АУБГ, баскетболен клуб, клуб по дебати, бизнес клуб, клуб „Жените в бизнеса“ и др., обогатяват студентския живот в АУБ.
Студентският съюз по информатика организира практически уъркшопи и кани известни лектори в университета през цялата година. Съюзът е част от най-старото компютърно общество в света Асоциацията за компютърна техника (АСМ) от 2008 г. и оттогава е печелил няколко награди за изявен студентски клуб.
Членовете на Клуба за по-добро общество работят върху редица обществени проекти на местно ниво. Дейностите им включват дългогодишен образователен проект в Дома за деца, лишени от родителски грижи „Св. Николай Мирликийски“ – Благоевград, кампания за набиране на средства за местни центрове за хора с увреждания, както и за семейство със сериозни здравословни проблеми, и др.
Студенти от бизнес клуба канят водещи бизнесмени, политици и икономисти, за да дискутират със студентите съвременни тенденции и събития в бизнес средите.
Хорът на АУБ свързва музикалните таланти от АУБ и благоевградската общественост. Създаден е през 1993 от диригента Христо Кротев, преподавател по музика в университета. През годините хорът на АУБГ е печелил множество национални и международни отличия.
The Broadway Performance Club всяка година представя пред студентите световноизвестни мюзикъли, сред които Чикаго, Уестсайдска история, Лак за коса, Мулен Руж, Брилянтин и Мемфис. След изпълненията в Благоевград студентите се отправят на турне из страната.

### Научна дейност и иновации
Студентите на АУБ участват в конференции и състезания в цял свят, като престижната международна конференция Carroll Round в университета Джорджтаун, САЩ, и годишното състезание на Майкрософт – Imagine Cup. Програмата Goldman Sachs Global Leaders нееднократно е признавала и награждавала потенциала на студентите на АУБ. Освен това, АУБ годишно провежда конференция за научни изследвания, където студенти и преподаватели от университета представят свои трудове в различни области.
През есента на 2016 г. в АУБ отвори врати лабораторията за иновации Aspire, за да насърчи студентите да създават различни неща, независимо дали това е идея за нов бизнес, технологична разработка или книга. Aspire е споделено работно пространство, посветено на духа на иновациите и сътрудничеството, където членовете на общността могат да се събират, за да обменят идеи, да споделят визии и да превръщат мечтите си в реалност. Лабораторията е дом на редица събития за сътрудничество, образование и подкрепа в областта на предприемачеството.

### Студентски медии
Няколко студентски медии информират общността на АУБ за важните аспекти от живота в университета и града – AUBG Daily, The Griffin Times, а в периода 1992 – 2012 и радио АУРА.

### Спорт
Всяка година в университета се провежда спортна олимпиада. По време на олимпиадата студенти се състезават в над 10 различни дисциплини, като дълъг скок, футбол, баскетбол, волейбол, канадска борба, мятане на конска подкова, бокс, и др. В АУБ, също така, има и клуб по американски футбол Griffins. Общежитията разполагат с тенис на маса, билярд, зала за фитнес и аеробика. Точно зад студентски център „Америка за България“ са разположени новите спортни площадки, където студентите на АУБГ могат да спортуват на открито. Спортните съоръжения разполагат с два тенис корта, игрища за баскетбол, волейбол и футбол. Запалените по зимните спортове, походи в планините, яздене на коне, кикбокс, аеробика, волейбол, бейзбол, йога, таекуон-до, софтбол и карате, могат да се включат във вече съществуващи клубове по интереси. Всеки семестър в АУБ се провежда вътрешно първенство по футбол и баскетбол, а турнири на българи срещу чужденци разпалват емоциите, както на участниците, така и на феновете.

## Изтъкнати личности

### Почетни докторати
- Марти Ахтисаари, президент на Финландия (1994 – 2000), носител на Нобеловата награда за мир за 2008 г., носител на почетното звание „Доктор хонорис кауза“ на АУБ (2005)
- Ралица Василева, водеща в CNN International, Атланта, САЩ, носител на почетното звание „Доктор хонорис кауза“ на АУБ (2001)
- Уилям Джеферсън „Бил“ Клинтън, 42-ри президент на Съединените американски щати (1993 – 2001), носител на почетното звание „Доктор хонорис кауза“ на АУБ (1999)
- Желю Желев, първият демократично избран президент на Република България (1990 – 1997), носител на почетното звание „Доктор хонорис кауза“ на АУБ (1995)

### Бивши и настоящи настоятели
- Марти Ахтисаари,[32] Президент на Финландия (1994 – 2000), носител на Нобеловата награда за мир (2008), носител на почетното звание „Докторо хонорис кауза“ на АУБ
- Бил Клинтън,[33] 42-ри Президент на САЩ (1993 – 2001), носител на почетното звание „Доктор хонорис кауза“ на АУБ
- Елизабет Костова, бивш член на Настоятелството на АУБ, член на Университетския съвет на АУБ от 2011 г., автор на бестселърите „Историкът“ и „Крадци на лебеди“
- Клод Жансен, почетен член на Настоятелството на АУБ, почетен председател на Международния съвет и председател на борда на INSEAD, Париж, Франция
- Княгиня Мария Луиза – член на Настоятелството на АУБ
- Виктория Ентуисъл,[34] член на Настятелството, спомага на компании да оптимизират портфолиото си чрез корпоративни финансови трансакции
- Димитрий-Иван (Дими) Евстатиев Паница (1930 – 2011),[35] журналист, общественик и филантроп, един от основателите на АУБ и дългогодишен член на Настоятелството на университета

### Възпитаници
- Христо Грозев,  випуск 1995, български разследващ журналист и автор. Христо Грозев и екипът зад "Навални" печелят "Оскар" за най-добър документален филм през 2023 г.
- Манол Пейков,[36]  випуск 1995, управляващ съдружник в Janet 45 Print and Publishing. След началото на войната в Украйна в началото на 2022 г. Манол започва да събира дарения за украинската кауза чрез личния си профил във Facebook. До момента той е събрал над 1,5 млн. лева, плюс още 1,5 млн. лева за пострадалите от силното земетресение в Турция и Северна Сирия на 6 февруари 2023 г.
- Деян Василев, [37] випуск 1995, основател и главен изпълнителен директор на водещия портал за финансови анализи в България, MoitePari.bg, и в Румъния: Finzoom.ro, както и на водещата компания за ипотечно посредничество в страната Creditland.
- Дилян Павлов,[38]  випуск 1995, съосновател на Dynamo Software, директор в Netage Solutions и собственик, Netage Solutions
- Милена Грейд,[39] випуск 1995, управляващ директор за JP Morgan в Лондон
- Стефан Иванов,[40] випуск 1995, предприемач, съосновател на фирма за инвестиционно банкиране Challenger Capital Management. Стефан Иванов и 17-годишният му син Максим прекосиха Атлантика, за да подкрепят донорството на органи.
- Вежен Стоилов,[41] випуск 1995, директор „Операционен риск“ в Barclays
- Георги Илиев,[42] випуск 1996, автор на „Животът и смъртта на г-н Илиев“ (2006) и „Holy Fool: Градът на кучетата“ (2010), носител на наградата „Книга на годината 2010“ в България за романа „Holy Fool“
- Олга Марсенак,[43] випуск 1996, управляващ директор за България в Call Point New Europe
- Елвин Гури,[44]  випуск 1996, предприемач, главен изпълнителен директор на Empower Capital Advisors и управител на Empower Capital Fund I, подкрепян от Jeremie, който инвестира в български промишлени компании от по-нисък и среден клас. Преди това работи в PwC и ЕБВР, а през 2001-2002 г. е съосновател на JetFinance International, която се превръща в най-големия кредитор за потребителско финансиране в Югоизточна Европа (продадена на BNP Paribas Personal Finance през 2007 г.).
- Николай Маринов, випуск 1996, преподавател по политически науки в Университета в Хюстън
- Даниел Томов,[45] випуск 1997, съосновател на Eleven Ventures
- Богдан Коларов,[46] випуск 1997, Генерален консул на Република България в Дубай, Обединени Арабски Емирства
- Румяна Тренчева,[47] випуск 2000, управляващ директор за SAP South East Europe
- Светлозар Георгиев,[48] випуск 2000, съосновател на Telerik
- Шпенд Ахмети,[49] випуск 2000, кмет на Прищина
- Васил Терзиев,[50] випуск 2001, съосновател на Telerik
- Ивайло Линев, випуск 2001, вицепрезидент на Merrill Lynch, САЩ
- Александър Оливър,[51] випуск 2001, вицепрезидент на RBC Capital Markets
- Ивайло Линев, випуск 2001, вицепрезидент на Merrill Lynch, САЩ
- Лин Монтгомъри, випуск 1995, декан, Дипломатически институт, Черна гора
- Евгени Морозов, випуск 2005, автор на „The Net Delusion: The Dark Side of Internet Freedom“ (януари 2011); нещатен редактор за „Foreign Policy“, сътрудник за „The Economist“, „Wall Street Journal“, „Newsweek“, „Washington Post“, „International Herald Tribune“, „Le Monde“, и много други
- Росица Заимова,[52] випуск 2011 г., съдружник и съосновател на Dalberg Data Insights (DDI). През 2018 г. Росица е обявена за един от 30-те социални предприемачи под 30 години в Европа на Forbes.